# سيرجيو كومبا
سيرجيو كومبا (بالإسبانية: Sergio Comba)‏ هو لاعب كرة قدم أرجنتيني في مركز الهجوم، ولد في 15 أكتوبر 1978 في مدينة رافاييلا في الأرجنتين. لعب مع أتليتيكو رافائيلا وديفينسوريس دي بيلغرانو وسارمينتو دي خونين وسان لويس دي كويلوتا وفيرو كاريل أويستي ونادي بيستويسي ونادي نانت وهوراكان.

## وصلات خارجية
- سيرجيو كومبا على موقع رابطة كرة القدم الفرنسية للمحترفين (الإنجليزية)
- سيرجيو كومبا على موقع قاعدة بيانات كرة القدم.إي يو (الإنجليزية)
- سيرجيو كومبا على موقع Soccerway.com (الإنجليزية)
- سيرجيو كومبا على موقع AS.com (الإسبانية)